# 26 Librae
26 Librae är en blåvit jätte i stjärnbilden Vågen.
26 Librae har visuell magnitud +6,17 och är knappt för blotta ögat vid mycket god seeing. Den befinner sig på ett avstånd av ungefär 800 ljusår.